# Салети I (Кјети)
Салети I (итал. Saletti I) је насеље у Италији у округу Кјети, региону Абруцо.
Према процени из 2011. у насељу је живело 58 становника. Насеље се налази на надморској висини од 65 м.